# 마니 라트남
마니 라트남(Mani Ratnam, 1956년 6월 2일 ~ )은 인도의 영화 감독이다.

## 출연 작품
- 창공에서 (2017)
- 소중한 내 사랑  (2015)
- 카달 (2013)
- 라아바난 (2010)
- 라아반 (2010)
- 구루 (2007)
- 청춘 (2004)
- 엄마 뺨에 뽀뽀 (2002)
- 물결 (2000)
- 나는 테러리스트를 사랑했다 (1998)
- 듀오 (1997)
- 봄베이 (1995)
- 로자 (1992)
- 안잘리 (1990)
- 팔라비 아누팔라비 (1983)